# 渡邊芳之
渡邊 芳之（わたなべ よしゆき、1962年4月22日 - ）は、日本の心理学者。帯広畜産大学人間科学研究部門（人文社会・体育学分野）教授。博士（心理学）（東京国際大学・2009年）。佐藤達哉、尾見康博との共同研究を中心に心理学論、心理学史、人格心理学や血液型性格分類の批判的検討などの分野に論文・著作を持つ。

## 経歴
新潟県高田市（現・上越市）生まれ。文京区立窪町小学校、文京区立第一中学校、東京都立向丘高等学校、東洋大学社会学部卒業。東京都立大学大学院人文科学研究科修士課程修了、博士課程単位取得退学。
信州大学人文学部助手、北海道医療大学看護福祉学部専任講師を経て、1999年より帯広畜産大学助教授。2005年、同大学教育センター教授に昇任。

## 著作リスト

### 単著
- 『性格とはなんだったのか〜心理学と日常概念』(新曜社、2010年)

### 共編著
- 『オール・ザット・血液型――血液型カルチャー・スクラップ・ブック』佐藤達哉共著（コスモの本、1996年）
- 『性格は変わる、変えられる 多面性格と性格変容の心理学』佐藤達哉共著 自由国民社 1996
- 『心理学論の誕生 「心理学」のフィールドワーク』サトウタツヤ,尾見康博共著 北大路書房 2000
- 『図解心理学のことが面白いほどわかる本――本当のことがホントにわかる！』佐藤達哉共著（中経出版、2000年）
- 『「モード性格」論 -- 心理学のかしこい使い方』サトウタツヤ共著（紀伊國屋書店、2005年）
  - 『あなたはなぜ変われないのか〜性格は「モード」で変わる 心理学のかしこい使い方〜 』（ちくま文庫、2011年)
- 『心理学方法論 (朝倉心理学講座) 』編（朝倉書店、2007年）
- 『心理学・入門 〜心理学はこんなに面白い』佐藤達哉共著（有斐閣、2011年）
- 『パーソナリティ心理学ハンドブック』二宮克美,浮谷秀一,堀毛一也,安藤寿康,藤田主一,小塩真司共編集 福村出版 2013